# Кіз-Калье
Кіз-Калье (перс. قيزقلعه) — село в Ірані, у дегестані Нур-Алі-Бейк, у Центральному бахші, шагрестані Саве остану Марказі. За даними перепису 2006 року, його населення становило 23 особи, що проживали у складі 5 сімей.

## Клімат
Середня річна температура становить 17,25 °C, середня максимальна – 35,45 °C, а середня мінімальна – -4,44 °C. Середня річна кількість опадів – 253 мм.
| Клімат поселення                              | Клімат поселення | Клімат поселення | Клімат поселення | Клімат поселення | Клімат поселення | Клімат поселення | Клімат поселення | Клімат поселення | Клімат поселення | Клімат поселення | Клімат поселення | Клімат поселення | Клімат поселення |
| Показник                                      | Січ.             | Лют.             | Бер.             | Квіт.            | Трав.            | Черв.            | Лип.             | Серп.            | Вер.             | Жовт.            | Лист.            | Груд.            |                  |
| Середній максимум, °C                         | 12,23            | 15,01            | 19,00            | 25,60            | 30,70            | 35,36            | 35,45            | 34,26            | 30,48            | 24,50            | 18,23            | 11,86            |                  |
| Середня температура, °C                       | 3,89             | 6,68             | 10,66            | 17,27            | 22,36            | 27,02            | 29,51            | 28,31            | 24,53            | 18,54            | 12,26            | 5,90             |                  |
| Середній мінімум, °C                          | −4,44            | −1,65            | 2,34             | 8,94             | 14,03            | 18,69            | 23,54            | 22,35            | 18,59            | 12,58            | 6,31             | −0,04            |                  |
| Норма опадів, мм                              | 38               | 36               | 44               | 29               | 21               | 3                | 1                | 1                | 1                | 14               | 26               | 39               |                  |
| Середньомісячна швидкість вітру, м/с          | 1.58             | 2.30             | 2.72             | 3.11             | 2.97             | 2.86             | 2.97             | 2.93             | 2.41             | 2.23             | 1.86             | 1.62             |                  |
| Середньомісячна сонячна радіація, кДж/м²·день | 9324             | 12216            | 14615            | 18264            | 22149            | 26172            | 25652            | 23509            | 20163            | 14914            | 10950            | 8909             |                  |
| --------------------------------------------- | ---------------- | ---------------- | ---------------- | ---------------- | ---------------- | ---------------- | ---------------- | ---------------- | ---------------- | ---------------- | ---------------- | ---------------- | ---------------- |
| Джерело:                                      |                  |                  |                  |                  |                  |                  |                  |                  |                  |                  |                  |                  |                  |